# 石马镇 (兴宁市)
石马镇是中华人民共和国广东省梅州市兴宁市下辖的一个乡镇级行政单位。，位於興寧东北部，北面与梅县交界。距離城鎮26公里。全鎮總面積44.46平方公里，人口3萬6千多人。

## 名稱由來
石马由于区内一块形似骏马下山的大石而得名。

## 行政区划
石马镇下辖26個行政村和1個居委會。：
洋门村、石马社区、石岌村、上庄村、下庄村、三社村、虎石村、马上村、马下村、马石村、新石村、郑塘村、新田村、刁田村、新群村、陶背村、小水村、秀水村、大觉村、三联村、礤下村、米渡村、李塘村、宫前村、蕉联村、公陂村和向前村。

## 中国传统村落
2013年8月，刁田村被评为第二批中国传统村落。